# 中村章吾
中村 章吾（なかむら しょうご、1986年12月10日 - ）は、日本の俳優、声優。鹿児島県鹿児島市出身。専門学校東京アナウンス学院放送声優科、劇団青年座研究所実習科卒業。プロダクション・タンク所属。

## 出演
太字はメインキャラクター。

### 吹き替え

#### 映画（吹き替え）
2013年
- モーターウェイ（ショーン〈ショーン・ユー〉）

2014年
- ある神父の希望と絶望の7日間

2015年
- アフターショック
- ガンズ&ゴールド（ジョシュ〈トム・バッジ〉）
- ギリシャに消えた嘘（ライダル〈オスカー・アイザック〉）
- キリング・サラザール 沈黙の作戦
- グローリー/明日への行進（ジョン・ドアー〈アレッサンドロ・ニヴォラ〉）
- 現地(にいない)特派員（ベイカー〈ベンジャミン・ブラット〉）
- スターリングラード 史上最大の市街戦（アスターホフ〈セルゲイ・ボンダルチュク〉）
- ピクセル（ジャレド補佐官）
- ザ・クルー（エリック〈ギヨーム・グイ〉）
- サン・オブ・ゴッド
- トカレフ（オリバー）
- マッドマックス2 ※スーパーチャージャー版
- リディック: ギャラクシー・バトル（ルナ〈ノーラン・ジェラード・ファンク〉）

2016年
- コードネーム U.N.C.L.E.
- ジェームス・ブラウン 最高の魂を持つ男
- スリープ・ウィズ・ヴァンパイア（ボブ〈ニック・エヴァスマン〉）
- チャイルド44 森に消えた子供たち
- チリ33人 希望の軌跡
- トランスポーター イグニション
- ファンタスティック・フォー（ジミー〈チェット・ハンクス〉）
- 傭兵のハカ（アナウンス）
- 白鯨との闘い（ハーマン・メルヴィル〈ベン・ウィショー〉）
- ミッシング・サン（ピート〈ジョン・レグイザモ〉）
- Mr.ホームズ 名探偵最後の事件（トーマス・ケルモット〈パトリック・ケネディ〉）

2017年
- アメリカン・レポーター（旅客機の乗客〈トーマス・クレッチマン〉）
- アサシン クリード
- インデペンデンス・デイ: リサージェンス（マクエイド〈ロバート・ニアリー〉）
- エイリアン: コヴェナント（レドワード〈ベンジャミン・リグビー〉）
- プロメテウス（アラビアのロレンス〈ピーター・オトゥール〉）※ザ・シネマ版
- 監獄の首領（ユゴン〈キム・レウォン〉）
- ザ・セイント（ファーナック〈エンリケ・ムルシアーノ〉）

2017年
- マネーモンスター（ロン〈クリストファー・デナム〉）
- ヘイル、シーザー!（ホビーの仕事仲間）
- スキップ・トレース（中古車屋）
- ブレードランナー 2049（ファイル係〈トーマス・レマルキス〉）
- マイティ・ソー バトルロイヤル（ロキ役者〈マット・デイモン〉）
- オリエント急行殺人事件（マルケス〈マヌエル・ガルシア＝ルルフォ〉）
- グレートウォール
- マッキー
- マネー・ショート 華麗なる大逆転（ジェイミー・シプリー〈フィン・ウィットロック〉）
- マレフィセント（兵士6）
- ミス・ペレグリンと奇妙なこどもたち（ナレーター1）
- ふたつの名前を持つ少年
- モンスタートラック（トリップ〈ルーカス・ティル〉）
- LOGAN/ローガン

2018年
- クリスマス・カレンダー（ジョシュ〈クインシー・ブラウン〉）
- クリスマス・クロニクル（ダグ〈オリヴァー・ハドソン〉）
- 7月22日（アンネシュ・ベーリング・ブレイビク〈アンデルシュ・ダニエルセン・リー〉）
- シング・ストリート 未来へのうた
- セブン・シスターズ（エイドリアン・ノレス〈マーケン・ワンザリ〉）
- だめんず・コップ2（マック〈スティーブ・レミー〉）
- DJにフォーリンラブ
- ファスト・コンボイ（レミ〈レオン・ガレル〉）
- ドローン・オブ・ウォー
- パークランド ケネディ暗殺、真実の4日間
- パージなナイト ブラックさん家の史上最悪の12時間
- バック・トゥ・ザ・フューチャー（ドラマー）※BSジャパン版
- ハッピー・デス・デイ（カーター・デイヴィス〈イズラエル・ブルサード〉）
  - ハッピー・デス・デイ 2U

- アンダーワールド ブラッド・ウォーズ
- バリー・シール/アメリカをはめた男（ダウニング保安官〈ジェシー・プレモンス〉）
- ビヨンド・ワルキューレ カリーニングラードの戦い（クラレンス〈キップ・パルデュー〉）
- ファイナル・デイ（デビッド〈マイケル・J・シーラフ〉）
- ファウンダー ハンバーガー帝国のヒミツ（レオナルド）※BSジャパン版
- ファントム 開戦前夜
- ブライト（ポラード〈アイク・バリンホルツ〉）
- ブラッド・ウェポン（ショーン）
- ミス・シェパードをお手本に（不動産業者）※VOD版

2019年
- アメリカの息子（スコット〈スティーヴン・パスクァール〉）
- イングリッド -ネットストーカーの女-（ニッキー・スローン〈ビリー・マグヌッセン〉）
- 俺たちホームズ&ワトソン（モリアーティ〈レイフ・ファインズ〉）
- グレイテスト・ショーマン（親指トム〈サム・ハンフリー〉）
- ザ・マウンテン 決死のサバイバル21日間
- フロントランナー（マイク・ストラットン〈アレックス・カルポフスキ〉、ピート・マーフィー〈ビル・バー〉）

2020年
- エノーラ・ホームズの事件簿（リントホーン〈バーン・ゴーマン〉）
- この茫漠たる荒野で（アルメイ〈マイケル・コヴィーノ〉）
- 赦しのちから（ジョン・ハリソン〈アレックス・ケンドリック〉）

2021年
- アウトポスト（クリント・ロメシャ二等兵〈スコット・イーストウッド〉）
- アフターマス 余波（ケヴィン〈ショーン・アシュモア〉）
- キングスマン:ファースト・エージェント（モートン〈マシュー・グード〉）
- 初体験/リッジモント・ハイ（ジェフ・スピコーリ〈ショーン・ペン〉）※VOD版
- 第七の予言（ラッセル・クイン〈マイケル・ビーン〉）※Netflix版
- タミー・フェイの瞳（ゲイリー〈マーク・ウィストラッチ〉）
- マクベス
- ザ・ホワイトタイガー（バルラム〈アダーシュ・ゴーラヴ〉）

2022年
- L.A.スクワッド（デビッド〈ボビー・ソト〉）
- オーバードーズ 破滅の入り口（リシャール・クロス〈アッサード・ブアーブ〉）
- グレイマン（アヴィク・サン〈ダヌシュ〉）
- ソー:ラブ&サンダー（ロキ役者〈マット・デイモン〉）
- 呪詛

2023年
- アステロイド・シティ（コンラッド・アープ〈エドワード・ノートン〉）
- オットーという男（若き日のオットー〈トルーマン・ハンクス〉）
- ニュー・ミュータント（ウィリアム・ローンスター〈アダム・ビーチ〉）※Disney+版
- ノック 終末の訪問者（レドモンド〈ルパート・グリント〉）

2024年
- CODE8/コード・エイト Part II（コナー（ロビー・アメル）
- ミセス・ハリス、パリへ行く（アンドレ〈リュカ・ブラヴォー〉）
- ナイスガールズ in ニース（バット〈バティスト・ルキャプラン〉）

2025年
- ヴェンジェンス/復讐（サンチョーロ〈ザック・ビーヤ〉）
- オーダー（ジェイミー・ボーエン〈タイ・シェリダン〉）
- セプテンバー5（カーター・ジェフリー〈マーカス・ラザフォード〉）
- iHostage（イリアン・ペトロフ〈アドミール・セホヴィッチ〉）
- K.O.
- ノスフェラトゥ（トーマス・ハッター〈ニコラス・ホルト〉）

#### ドラマ
2012年
- グレイズ・アナトミー8
- トランスポーター ザ・シリーズ
- 天才学級アント・ファーム
- ボディ・オブ・プルーフ2 死体の証言
- メル&ジョー 好きなのはあなたでしょ? シーズン1

2015年
- ナルコス（カルロス、カルデロン）
- ウェントワース女子刑務所（ウィル・ジャクソン〈ロビー・マガシヴァ〉）
- エレメンタリー ホームズ&ワトソン in NY
- 溺れる女たち ミストレス（サム）
- Marvel デアデビル（フォギー・ネルソン〈エルデン・ヘンソン〉）
- レ・ミゼラブル（フィーリックス〈ジョニー・フリン〉）
- モーツァルト・イン・ザ・ジャングル（モーツァルト〈サンティノ・フォンタナ〉、エリック、メガネ男、エドワード、カウンセラー）

2016年
- ブラック・ミラー シーズン3 #6（ジョー・アームストロング〈ニック・シェルトン〉）
- 死霊のはらわた リターンズ（パブロ・サイモン・ボリヴァー〈レイ・サンティアゴ〉）
- ザ・シューター（ソロトフ〈ジョシュ・スチュワート〉）
- 秘密の扉（チェ・ジェゴン〈チェ・ウォニョン〉）
- THE FLASH/フラッシュ

2017年
- ブラック・ミラー シーズン4 #1（ジェームズ・ウォルトン〈ジミ・シンプソン〉）
- Marvel ザ・ディフェンダーズ（フォギー・ネルソン〈エルデン・ヘンソン〉）
- パトリオット ～特命諜報員 ジョン・タヴナー～
- マーベラス・ミセス・メイゼル S1 #1（ルッチ）

2018年
- Aリスト（ザック〈ジャック・ケイン〉）
- 不滅の恋人（オ・ウルン〈キム・ボムジン〉）
- ハード・サン 滅亡の機密ファイル（チャーリー・ヒックス〈ジム・スタージェス〉）
- メディア王 〜華麗なる一族〜（2018年 - 2022年、グレッグ・ハーシュ〈ニコラス・ブラウン〉）
- モーツァルト・イン・ザ・ジャングル シーズン4（フクモト社長〈マシ・オカ〉）

2019年
- I-Land 戦慄の島
- アガサ・クリスティー 無実はさいなむ（アーサー・カルガリー〈ルーク・トレッダウェイ〉）
- FBI: 特別捜査班 シーズン1 #6（クリス）
- ギフテッド 新世代X-MEN誕生（リード・ストラッカ―〈スティーヴン・モイヤー〉）

2020年
- アメリカン・ホラー・ストーリー: 1984
- 神話クエスト（2020年 - 2025年、デヴィッド〈デヴィッド・ホーンズビー〉）

2021年
- クリックベイト（サイモン〈ダニエル・ヘンシュオール〉）
- メイドの手帖（ショーン〈ニック・ロビンソン〉）

2022年
- アストリッドとラファエル 文書係の事件録（アルチュール・オンギャン〈メレディン・ヤクビ〉）
- 80日間世界一周 #4（バサースト中尉〈チャーリー・ハンブレット〉）
- マーダーズ・イン・ビルディング（アルナブ〈モーリク・パンチョリー〉）
- ジ・オファー / ゴッドファーザーに賭けた男（アルバート・ラディ〈マイルズ・テラー〉）
- 薔薇の名前（ミケーレ〈コラード・インヴェルニッツィ〉）

2023年
- ボードウォーク・エンパイア5 ザ・ファイナル
- ジュビリー 〜ボリウッドの光と影〜（ジャイ〈シドハント・グプタ〉）

2024年
- 鉄の手（ビクトル〈チノ・ダリン〉）
- モスクワの伯爵（ニコライ・ペトロフ王子〈ポール・レディ〉）
- マインドフルに殺して（ビョルン・ディーメル〈トム・シリング〉）
- キャッツ・アイ（カンタン・シャピュイ〈MB14〉）

2025年
- アガサ・クリスティー 殺人は容易だ（トマス医師〈マシュー・ベイントン〉）
- デアデビル: ボーン・アゲイン（フォギー・ネルソン〈エルデン・ヘンソン〉）
- ブラック・ミラー シーズン7 #6（ジェームズ・ウォルトン〈ジミ・シンプソン〉）

#### アニメ
- アイアンマン ザ・アドベンチャーズ（ホークアイ）
- 悪魔城ドラキュラ -キャッスルヴァニア-（傷の男）
- アバローのプリンセス エレナ（ゲイブ）
- ヴォルトロン（ロトー皇子）
- カーズ/クロスロード（ライアン・“インサイド”・レイニー）
- キャプチャー・ザ・フラッグ 月への大冒険!
- スパイダーマン:フレンドリー・ネイバーフッド（ディミトリ・スメルダコフ / カメレオン）
- ちいさなプリンセス ソフィア（ウィスカーズ）
- トロン：ライジング
- パグ・パグ・アドベンチャー（ボブ）
- ファレル・ウィリアムス: ピース・バイ・ピース（プッシャ・T）
- プレーンズ2/ファイアー&レスキュー（管制塔）
- ラーバ（チャック）

### テレビアニメ
2012年
- NARUTO -ナルト- 疾風伝（2012年 - 2017年、サンタ、ガマ丸、インドラの弟子、イオウ、革者 他）

2015年
- パンチライン（局アナ）
- アルスラーン戦記（兵士）
- 銀魂゜（2015年 - 2016年、攘夷志士B、太刀持ち）
- 牙狼 -紅蓮ノ月-（家臣B）

2016年
- 亜人（通行人、警察官、運転手、若井先生、鈴村 他） - 2シリーズ
- ルパン三世 PART IV（日アナウンサー）
- ベルセルク（2016年 - 2017年、怪物馬、騎士団員、同僚の騎士、クシャーン将軍、ロクス 他） - 2シリーズ

2017年
- 将国のアルタイル（ミル）

2018年
- ゴールデンカムイ（2018年 - 2022年、兵士たち、中山大尉） - 2シリーズ

2019年
- 超人高校生たちは異世界でも余裕で生き抜くようです!（シード、農夫、研究者）

2020年
- GREAT PRETENDER（ティム）
- 魔女の旅々（男A）
- 魔法科高校の劣等生 シリーズ（2020年 - 2024年、百山校長、マーク） - 2シリーズ + スペシャル

2021年
- 擾乱 THE PRINCESS OF SNOW AND BLOOD（轟誠治）

2023年
- The Legend of Heroes 閃の軌跡 Northern War（みっしぃ3、村人たち、領邦軍兵たち、フェノメノン隊員E）

### 劇場アニメ
- クレヨンしんちゃん 襲来!!宇宙人シリリ（2017年、駅係員）
- THE FIRST SLAM DUNK（2022年、中村記者）

### OVA
- 銀魂° 愛染香篇・後編（2016年、螢の想い人） - コミックス第66巻DVD同梱版
- 弱キャラ友崎くん（2021年、店長） - BD / DVD第3巻特典

### ゲーム
- 雅恋 〜MIYAKO〜 あわゆきのうたげ（2012年）
- Horizon Zero Dawn（2017年）
- エースコンバット7 スカイズ・アンノウン（2019年、カウント）
- WAR OF THE VISIONS ファイナルファンタジー ブレイブエクスヴィアス 幻影戦争　（2023年、ガルザーク）

### ボイスオーバー
- 地球ドラマチック「誰も知らないスカンクの話」（NHK）
- BBC地球伝説（BS朝日）
- 未解決事件 (NHKスペシャル)　file.01 グリコ・森永事件（2011年3月27日、NHK BS-hi）
- BS世界のドキュメンタリー（NHK BS1）
  - 民間宇宙ビジネス最前線（2022年）
  - 南緯65度での観測（2022年）
  - ロヒンギャの民はいま 〜バングラデシュ・孤島の難民キャンプ〜（2023年）
  - フェルメールに魅せられて “史上最大の展覧会”の舞台裏（2023年）
  - ナパーム弾の少女 歴史を変えた報道写真の真実（2023年）

### ラジオドラマ
NHK-FM
FMシアター
- 「命の洗濯」（新潟局制作）〈作：富永智紀〉（2010年12月11日）
- 「RED　もしくは天文館の火星人」（鹿児島局制作）〈作：山本雄史〉（2012年2月11日）

### 舞台
- HeyGirl!
- 鉄
- 月の岬
- チャーリーはどこだ?
- 自由の彼方で
- 僕の東京日記
- 丹波屋喧嘩物語
- 『助かった!』と一息ついて…。（作・演出：是枝正彦）
- 「そこで、ガムを噛めィ!!」（8割世界）
- ホリプロ「ANJIN」
- 明治座「天璋院篤姫」
- 吉本興業「笑う門には、大大阪」
- 宝塚歌劇団「Samurai」
- 宝塚歌劇団「春の雪」

### テレビドラマ
- BS時代劇　塚原卜伝 (テレビドラマ)　第一回・第二回（2011年10月2日・9日、NHK） -　宗瑞の近習 役
- NHK大河ドラマ　八重の桜　（2013年、NHK）
- 獣になれない私たち　（2018年、日本テレビ）
- 執事 西園寺の名推理　（テレビ東京）
- 悲熊　（2020年12月、NHK）

### 映画
- エイトレンジャー（2012年7月28日、監督：堤幸彦、東宝）
- 起終点駅 ターミナル（2015年11月7日、監督：篠原哲雄、東映）
- アズミ・ハルコは行方不明（2016年12月3日、監督：松居大悟、ファントム・フィルム）

### 方言指導
※主に鹿児島弁
テレビドラマ
- NHK大河ドラマ　八重の桜　第十六回〜第十九回、第二十四回〜第二十六回（2013年4月21日〜5月12日、6月16日〜30日、NHK）【薩摩ことば指導】

ラジオドラマ（オーディオドラマ）
- NHK-FM　FMシアター「RED　もしくは天文館の火星人」（鹿児島局制作）〈作：山本雄史〉（2012年2月11日）

舞台
- 明治座「天璋院篤姫」
- 明治座「コンダーさんの恋-鹿鳴館騒動記-」
- 宝塚歌劇団「Samurai」
- 宝塚歌劇団「春の雪」

### その他コンテンツ
- PV『ウマ娘 シンデレラグレイ』（2021年、北原穣[61]）

### シリーズ一覧
1. ↑  第1クール（2016年）、第2クール（2016年）
2. ↑  第1クール（2016年）、第2クール（2017年）
3. ↑  第二期（2018年）、第四期（2022年）
4. ↑  第2期『来訪者編』（2020年）、スペシャル『追憶編』（2021年）、第3期（2024年）